# Waldemar Matusewicz
Waldemar Józef Matusewicz (ur. 2 września 1958 w Piotrkowie Trybunalskim) – polski polityk, samorządowiec, w latach 1999–2001 marszałek województwa łódzkiego, a w latach 2002–2006 prezydent Piotrkowa Trybunalskiego.

## Życiorys
Ukończył studia na Wydziale Elektrycznym Politechniki Łódzkiej. Był zatrudniony jako dyżurny inżynier ruchu w Elektrowni Bełchatów. Należał kolejno do PZPR, SdRP i Sojuszu Lewicy Demokratycznej, z którego został usunięty w 2002. Należał do Stowarzyszenia Ordynacka.
W latach 1993–1997 pełnił funkcję wicewojewody piotrkowskiego. W 1998 uzyskał mandat radnego sejmiku łódzkiego, następnie powołano go na urząd marszałka tego województwa. Stanowisko to zajmował do 2001. W wyborach samorządowych w 2002, kandydując z ramienia lokalnego komitetu, został wybrany prezydentem Piotrkowa Trybunalskiego.
26 maja 2004 został zatrzymany przez funkcjonariuszy ABW, przedstawiono mu zarzut przyjęcia korzyści majątkowej, następnie został tymczasowo aresztowany. Areszt opuścił w marcu 2005, pozostając według „Gazety Wyborczej” przez ten okres pierwszym w kraju prezydentem miasta rządzącym „zza krat”. W wyniku procesu karnego prawomocnym wyrokiem został skazany na karę 3,5 roku pozbawienia wolności, której odbywanie rozpoczął w maju 2007. W sierpniu 2008 został przedtermionowo zwolniony z odbywania reszty kary.